# Melle Mel
Melle Mel (kunstnernavn for Melvin Glover, født 15. maj 1961 i Bronx, New York City), også kendt som Grandmaster Melle Mel, er en amerikansk hip-hop-musiker.
Melvin Glover var den første rapper der brugte betegnelsen "MC" (Master of Ceremony). Han var medlem af gruppen Grandmaster Flash and the Furious Five, som også talte hans bror The Kidd Creole (Nathaniel Glover), Scorpio (Eddie Morris), Rahiem (Guy Todd Williams) og Cowboy (Keith Wiggins).
Hans første single var "We Rap More Mellow", der kom i 1979.